# El Maderal
El Maderal è un comune spagnolo di 278 abitanti situato nella comunità autonoma di Castiglia e León.